# Parafia św. Wawrzyńca w Kochanowicach
Parafia Świętego Wawrzyńca w Kochanowicach należy do diecezji gliwickiej (dekanat Sadów).

## Kaplice
- Miłosierdzia Bożego w Ostrowie

## Msze święte
- niedziele i święta: 8:00, 11:00; w kaplicy w Ostrowie: 9:30
- dni powszednie: 17:00

## Miejscowości należące do parafii
- Kochanowice, Lubockie, Ostrów